# Boteni
Boteni là một xã thuộc hạt Argeș, România. Dân số thời điểm năm 2002 là 2769 người.